# 村瀬智
村瀬 智（むらせ さとる、1944年 - ）は、日本のベンガル研究者。30年以上研究しつづけてきたバウルに関しては2019年現時点で日本の第一人者と目される。

## 経歴
1944年、兵庫県芦屋市生まれ。甲南大学経済学部を卒業し、甲南大学文学部を卒業。イリノイ大学にて修士号、後に博士号を取得。シカゴ大学に本部を置くアメリカ・インド学研究所の在インド特別研究員、カルカッタ大学客員研究員を経て、2004年より大手前大学人文科学部教授となった。2005年、社会文化学部教授、2008年にはメディア芸術学部教授をつとめた。2015年に大手前大学を定年退職し、引き続き同大学非常勤講師を務めている。

## 研究内容・業績

### バウル研究
- シカゴ大学に本部を置くインド学研究所(American Institute of Indian Studies(AIIS))の在インド特別研究員[3] としてカースト制度を研究。その際にカースト制度から外れたバウルの存在を知り、以降30年以上バウルについて研究を続けている。研究を進めるためにカルカッタ大学客員研究員となる。予備調査として提出した論文を元にイリノイ大学大学院からThe Joseph Casagrande Award受賞と資金援助、日本からも科学研究費助成金を3たび得てバウルの研究を進めた。
- バウルを研究するにあたり、カルカッタ大学ではブッドデブ・チョウドゥリ教授が献身的に協力をおしまず、ヴィシュヴァ・バーラティ大学ではシャンティデヴ・ゴーシュ教授、ビノイ・バッタチャルジュ教授、オルカン・プラサド博士らの支援を受けた[4]。
- 研究を進めるためにベンガル語を学習した。ベンガル語教師は、ヴィシュヴァ・バーラティ大学シュミタ・バッタチャルジュ、同大学日本科学長の山下幸一が1987年に間を取り持ってくれたという[5]。1983年5月から断続的にインドに滞在し合計滞在期間が40カ月[6]。バウルにも入門した。師はゴール・ホリ・ダシュ・バウルとシュナトン・ダシュ・バウル。
- また、研究者らしくバウルの1988年時点での年収を調べ、それが3227ルピー(物品での喜捨は、市場価格換算）である事を調査した[7]。現地ヒンデゥー教徒が木曜日を質素日として出来るだけ物を消費しないよう凄く日に合わせて、バウルたちが托鉢を遠慮して休日にしている事[8] 年150日にもある祭日に遠慮しているために、托鉢ができずに休む日が年117日にも至っている事[9] などを突き止めている。また、現代バウル識字率が、ベンガル一般と変わらない事、出身カーストが貧困層や底辺のみならず上位カースト（高い身分）からのバウルも一定数いる事なども調べ上げた。ただし、バウルは木曜日に托鉢に行かないのは、グルの日（グル・バール）としている[10]。身分差別であるカースト制度の研究から入ったために、歌やダゴール関係から入った文学的視点の研究者や、あるいは宗教的見解から入った研究者と違う視点で見ている。日本におけるバウル研究の第一人者とみなされている[1]。在インド研究者であった関係で、インド側のバウルに詳しい。

## 著作
論文
- 風狂のうたびとたち 民博通信 56 1992年
- バウルの唄がきこえる 季刊民族学 16(3) 1992年
- 世拾て人の経済学 季刊民族学 16(4) 1992年
- 「つぎはぎジャケット」と「ふんどし」-ベンガルのバウルの宗教と宗教儀礼 国立民族学博物館研究報告 20(4) 719-751 1996年
- 近代化にゆれうごくベンガルのバウル 南アジア:構造・変動のネットワーク(季刊) 1(4) 95-97 1999年
- 現代インド文明における出家と在家 比較文明 15 1999年
- バウル群像-ベンガルのバウルのライフヒストリーの研究(1) 大谷女子短期大学紀要 43, 113-137 1999年
- 隠された地名の由来 コッラニ (16) 130-143 2000年
- バウル群像-ベンガルのバウルのライフヒストリーの研究(2) 大谷女子短期大学紀要 (44) 45-93 2000年
- 「もうひとつのライフスタイル」－ベンガル社会と宗教的芸能集団－ 立命館大学人文科学研究所紀要 (81) 135-159 2002年
- An Alternative Lifestyle: Bengali Society and the Mendicant Musicians. Memoirs of Institute of Humanities, Human and Social Sciences, Ritsumeikan University (81) 135-159 2002年

出版
- インド社会における世捨ての制度　世界思想社,『文化の地平線』(共著)   1994年
- 貧困からの脱出装置としての世捨ての制度『「貧困の文化」再考』(共著),有斐閣   1998年
- 生活世界としての「スラム」-外部者の言説・内部者の肉声(共著) 古今書院   2001年
- 村瀬智著『風狂のうたびと　バウルの文化人類学的研究』（東海大学出版部, 2017年3月20日, ISBN 978-4-486-02122-3）